# Szivar

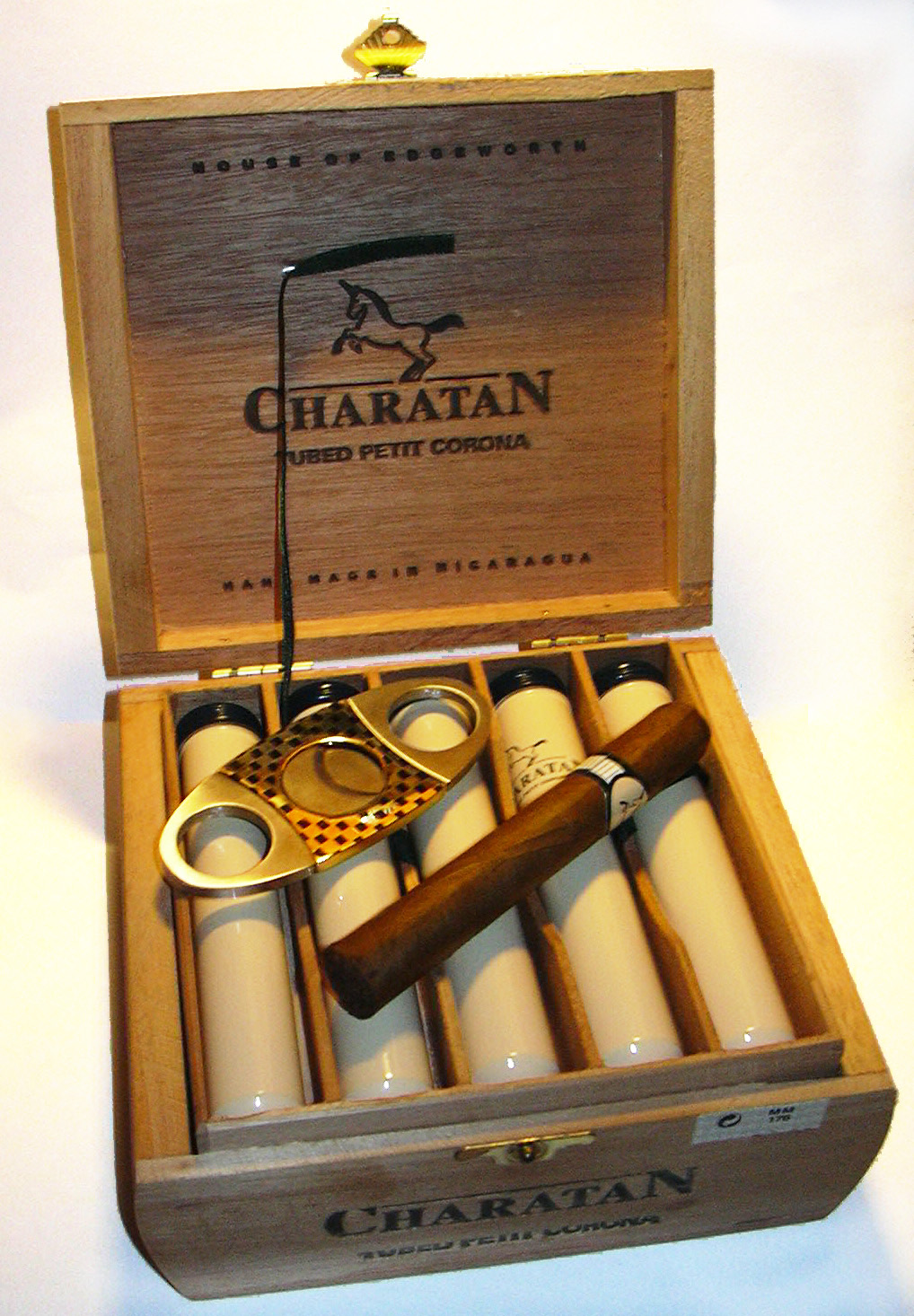
Szivarok dobozban és szivarvágóval

A szivar szárított dohánylevelekből géppel vagy kézzel készített dohánytermék.

## Története

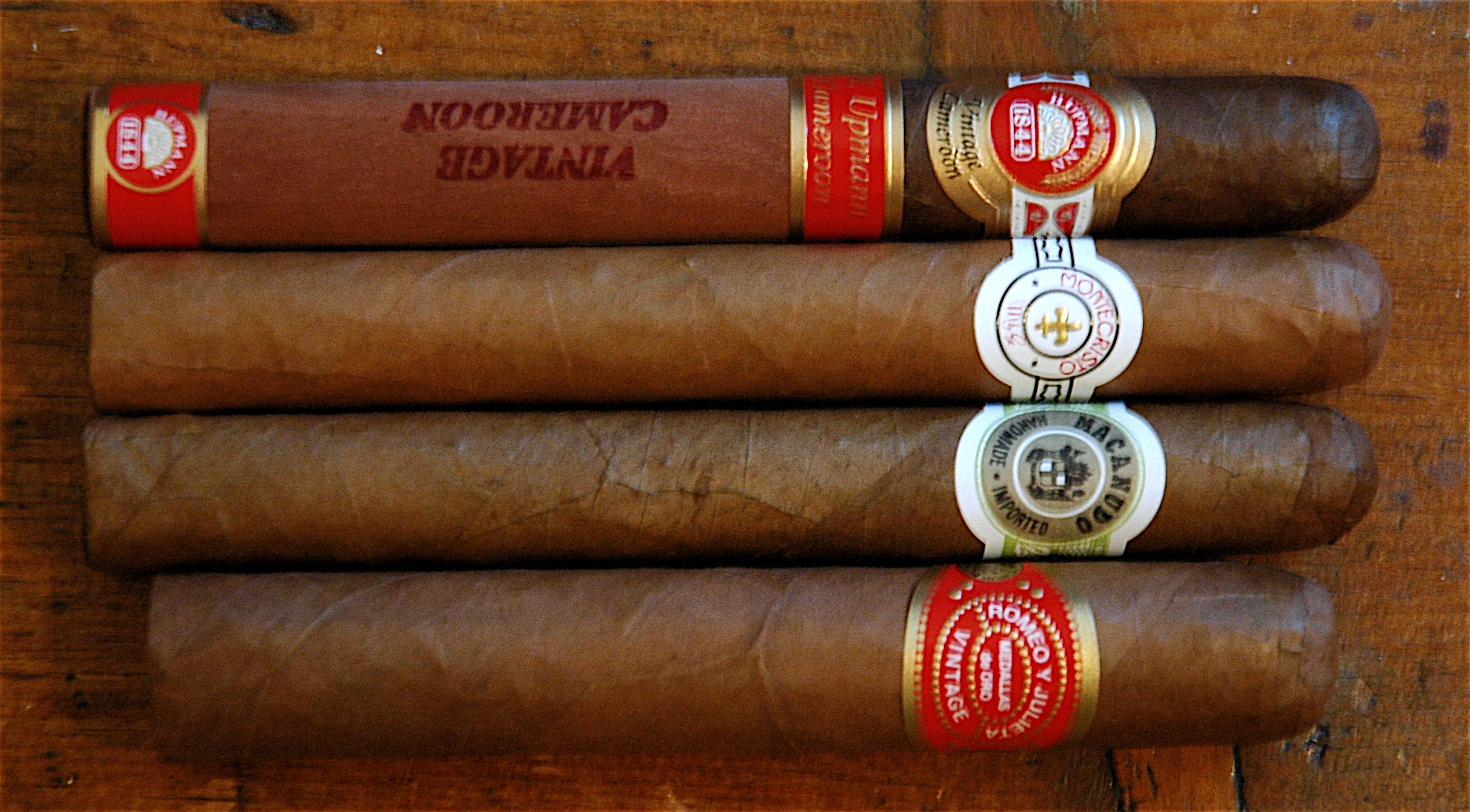
Szivarok (felülről lefelé: H. Upmann, Monte Christo, Macanudo, Romeo y Julieta)

A dohánypalánták első termesztői, és felhasználói az amerikai őslakók voltak. Kutatások során dohánytermesztésre utaló bizonyítékokat találtak a maja kultúrában, melynek összeomlása után a szétszóródó lakosok honosították meg az amerikai kontinens egészén.
1492-ben Kolumbusz tengerészeinek közvetítésével került először a dohányzás szokása Európába, a korai gyarmatosító Portugáliába, illetve Spanyolországba. A dohányzást Jean Nicot, a francia portugál nagykövet honosította meg Franciaországban, majd ezen országon át jutott el a dohányzás Olaszországba is, bár ekkoriban a szivarozás még csak a gazdagok számára volt elérhető. Később róla nevezték el a dohányban található nikotin nevű vegyületet.
A szivar először 1762-ben jelent meg az Amerikai Egyesült Államokban, ahol Israel Putnam, Kubából hazatérvén Havanna szivarokat és kubai dohányt hozott magával.
Az első amerikai szivargyárak Hartford környékén jöttek létre, ahol előbb csak külföldi dohányleveleket használtak fel, majd 1820-ban megkezdődött a dohánylevelek termelése is.
Az első európai szivargyár 1817-ben nyílt meg Sevillában, majd 1790 után Franciaországban és a német fejedelemségekben. A napóleoni háborúk után a hazatérő francia és brit katonák terjesztették el a szivarozást, felváltva az addig legelterjedtebb pipázást.
Az Egyesült Királyságban 1820-ban kezdődött el a szivarok gyártása, mely gyorsan erős iparággá fejlődött, így 1821-ben parlamenti törvénnyel szabályozták. Importadót vezettek be a külföldi szivarokra, melyet csak a leggazdagabbak engedhettek meg maguknak.
Az 1850-es évekre az USA-ban is tömegesen elterjedt a szivarozás, megjelentek a legelismertebb márkanevek. Az 1920-as évektől kezdődött el a gépi szivargyártás, mely alacsony előállítási költségei miatt hamar átvette a kézzel sodort szivarok helyét, így napjainkra a legtöbb szivart géppel készítik, a kézzel készített termékeket magas áruk miatt csak viszonylag kevesen keresik.
Magyarországon a Reformkorban az 1830-as évektől kezdve kezdett el elterjedni.

### Kulturális hatások
- az első dohányzóknak fenntartott vasúti kocsikat az Egyesült Királyságban és Franciaországban helyezték forgalomba az 1820-as évek után
- a klubok, hotelek, nagyobb intézetek szivarszobákat alakítottak ki
- megjelent az angol smoking jacket, egy bizonyos fajta házikabát, amelyet a szivarozással töltött meditáció alatt volt ildomos viselni
- az Egyesült Királyságban az 1800-as évek végére kialakuló tradíció lett, hogy a jómódú társaságokban a férfiak ebéd után szivarozni indultak, melyhez rendszerint portóit, vagy konyakot ittak.
- VII. Edward, John Quincy Adams, Ulysses S. Grant, Winston Churchill, Sigmund Freud ismert szivarosok voltak.

## A szivar felépítése

### Burkolólevél
A burkolólevél adja meg a szivar kinézetét. Ezeket a leveleket a többi levéltől elválasztva erjesztik, így nem gyűrődik meg, és megkapja jellegzetes aromáját. Rugalmasságát megőrzi, így a szivar megsodrásakor nem törik el. A prémium kategóriába tartozó szivarok burkolólevelein nem látható kiálló erezet, vagy sérülés.
A burkolóleveleket egy-két évig érlelik, általánosan elfogadott szabály, hogy a hosszabb ideig tartó érlelés jobb minőséget jelent. Ezek a levelek a szivar legdrágább részei.
Az egyes ültetvényekről származó leveleknek egyedi tulajdonságaik vannak (szín, íz stb.). Burkolóleveleket is termelő országok: Kuba, Amerikai Egyesült Államok, Kamerun, Mexikó, Nicaragua, Costa Rica, Indonézia, Ecuador, Honduras.

### Kötőlevél
A kötőlevél tartja össze az elkészített szivart, általában a dohány felső leveléből készítik. A ma már nem alkalmazott Entubar módszernél legfeljebb nyolc, keskeny dohánylevélből csöveket sodortak a kötőlevélbe, így a szivar lassabban égett.

### Tölteléklevél
A tölteléklevelek töltik meg a burkolólevelek közötti területet. Három (kivételesen vastag szivarok esetében négy) levelet hosszuk mentén külön-külön meghajtogatnak, így a levelek között apró füstcsatornák maradnak. A géppel készített szivaroknál ezek a füstcsatornák nem teljesen megfelelőek, az ilyen szivarok rosszul, vagy nem megfelelően égnek.
A dohánypalánta tetején lévő ligero levél csak a szivar közepébe kerülhet, mivel a sok napsütéstől igen aromás, és nehezebben ég. Az enyhébb ízű, középső seco, illetve az alsó, gyenge ízű és gyorsabban égő volado levél kerülhet még a töltelékhez. A ligero, seco és volado levelek kombinációja határozza meg az elkészülő szivar aromáját, égési sebességét, szelelését és minőségét.

## A szivardohány-készítés
A szivardohány-készítés nagyfokú szakértelmet, és speciális éghajlati környezetet igénylő mezőgazdasági, és technológiai műveletek sora. A dohánymagvakat ágyásokban nevelik, majd a palántát kiültetik a dohányföldekre. A levelek betakarítása után előbb a pácolás, majd a csoportosítás után a fermentálás következik. Az osztályozás után a leveleket másodszor is az erjesztőházba viszik, végül a levelek a csomagolóházba kerülnek.

## A szivar sodrása
A szivarsodrás olyan technológiai folyamat, amely során az előkészített dohánylevelekből elkészítik a szivart. A hagyományos kézi sodrásnál először a töltelékleveleket belesodorják a kötőlevelekbe, majd az egészet befedik a burkolólevéllel. A megfelelő tömörítés, préselés után az egyik véget sapkával zárják le, míg a másik végen vágják méretre az elkészült terméket.